# Tughrassen
 (octobre 2009).
Tughrassen, ou Tighrassen, est un petit village de la commune rurale de Tarsouat, dans la province de Tiznit et la région Souss-Massa-Draâ, au Maroc.

## Géographie
Tughrassen est situé à 17 km au sud de Tafraout, dans la chaÎne montagneuse de l'Anti-Atlas.

## Galerie

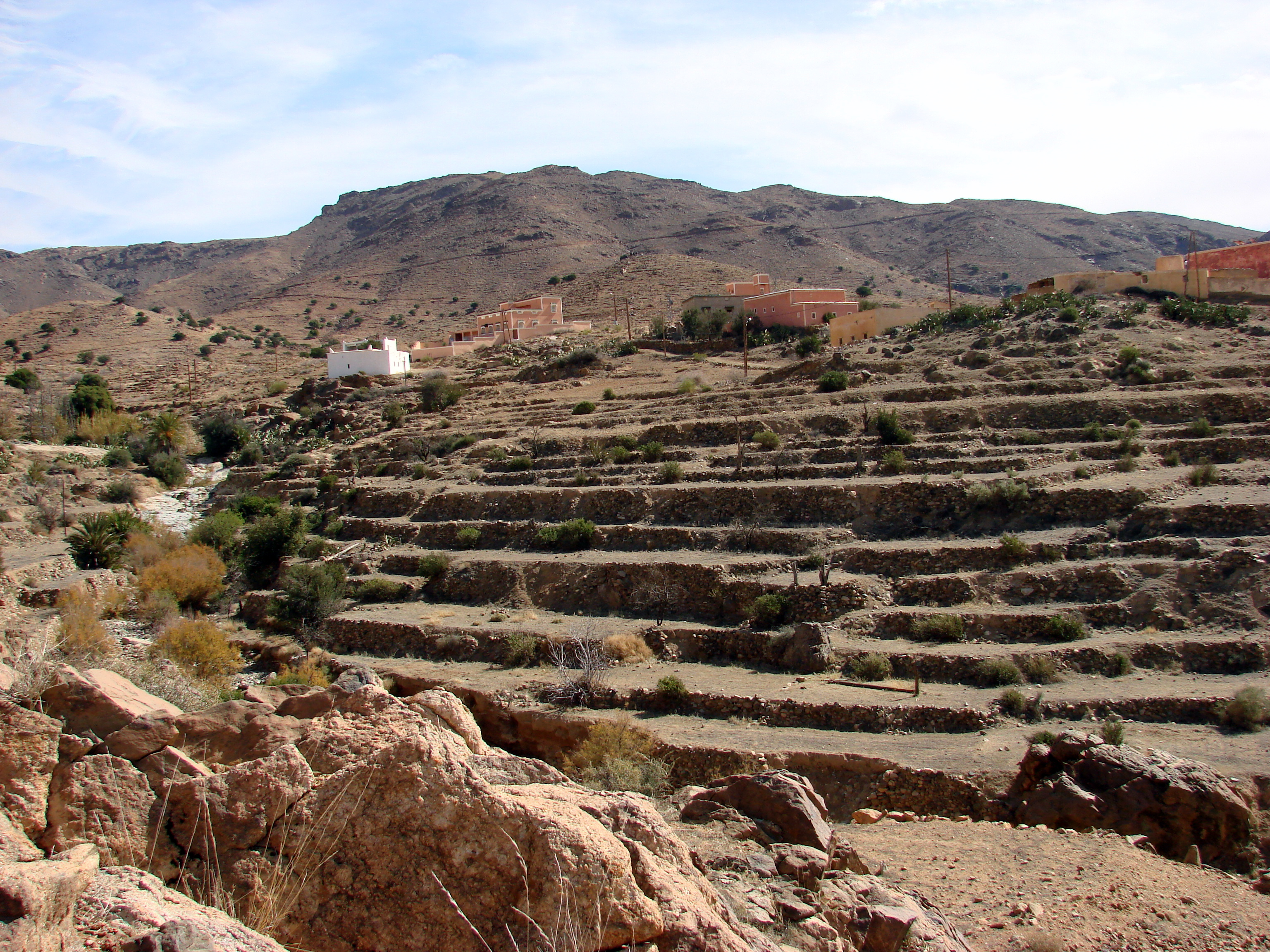
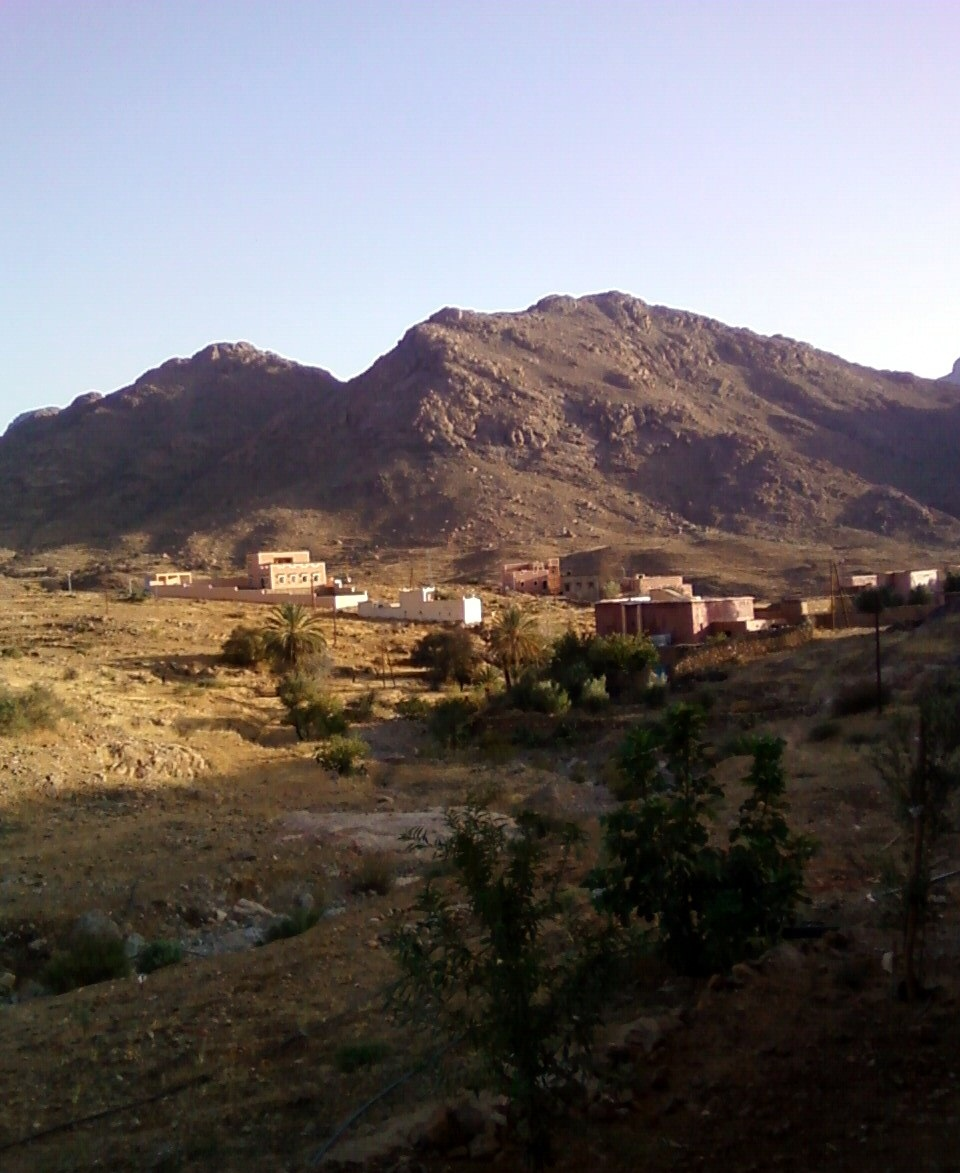
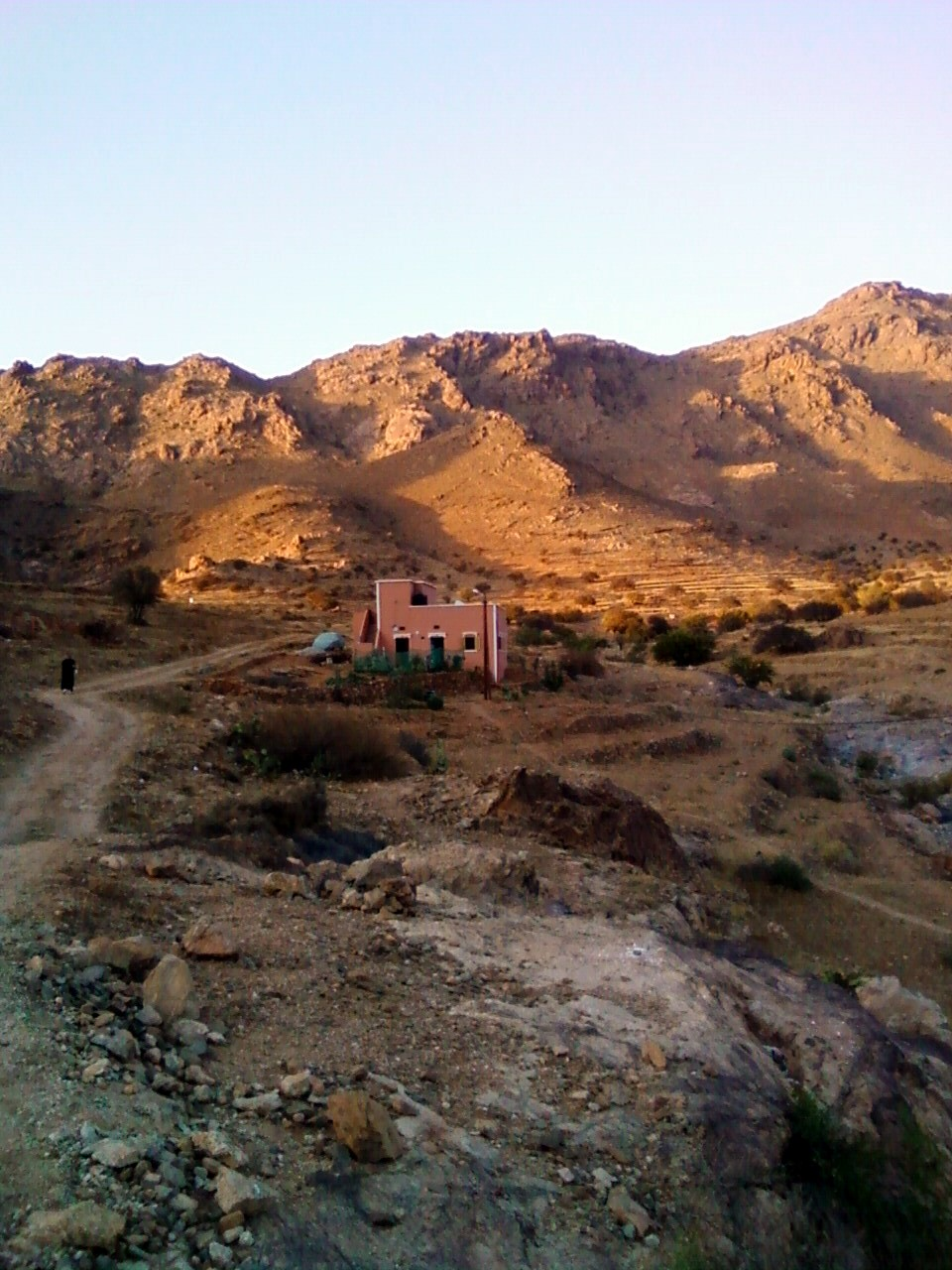
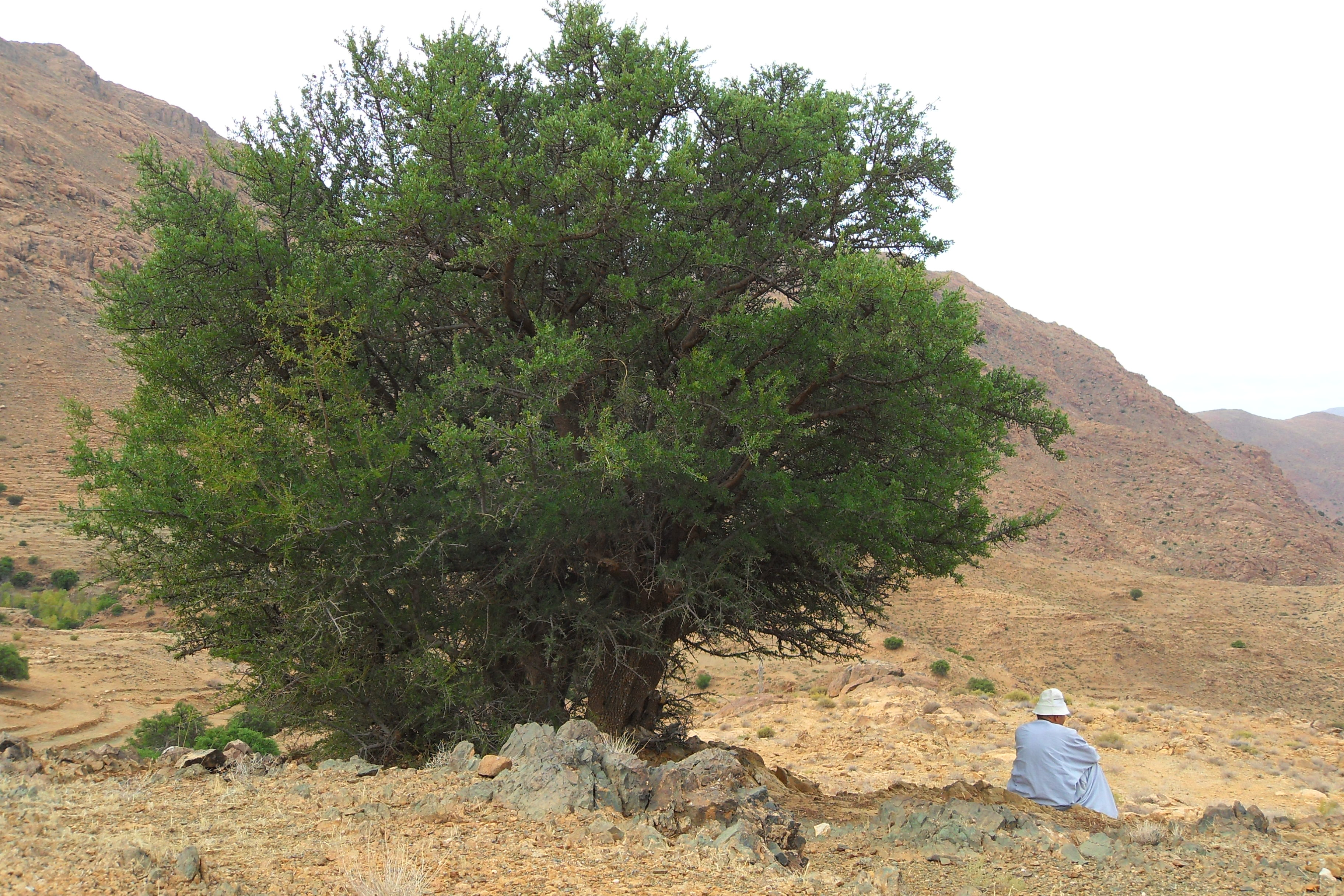
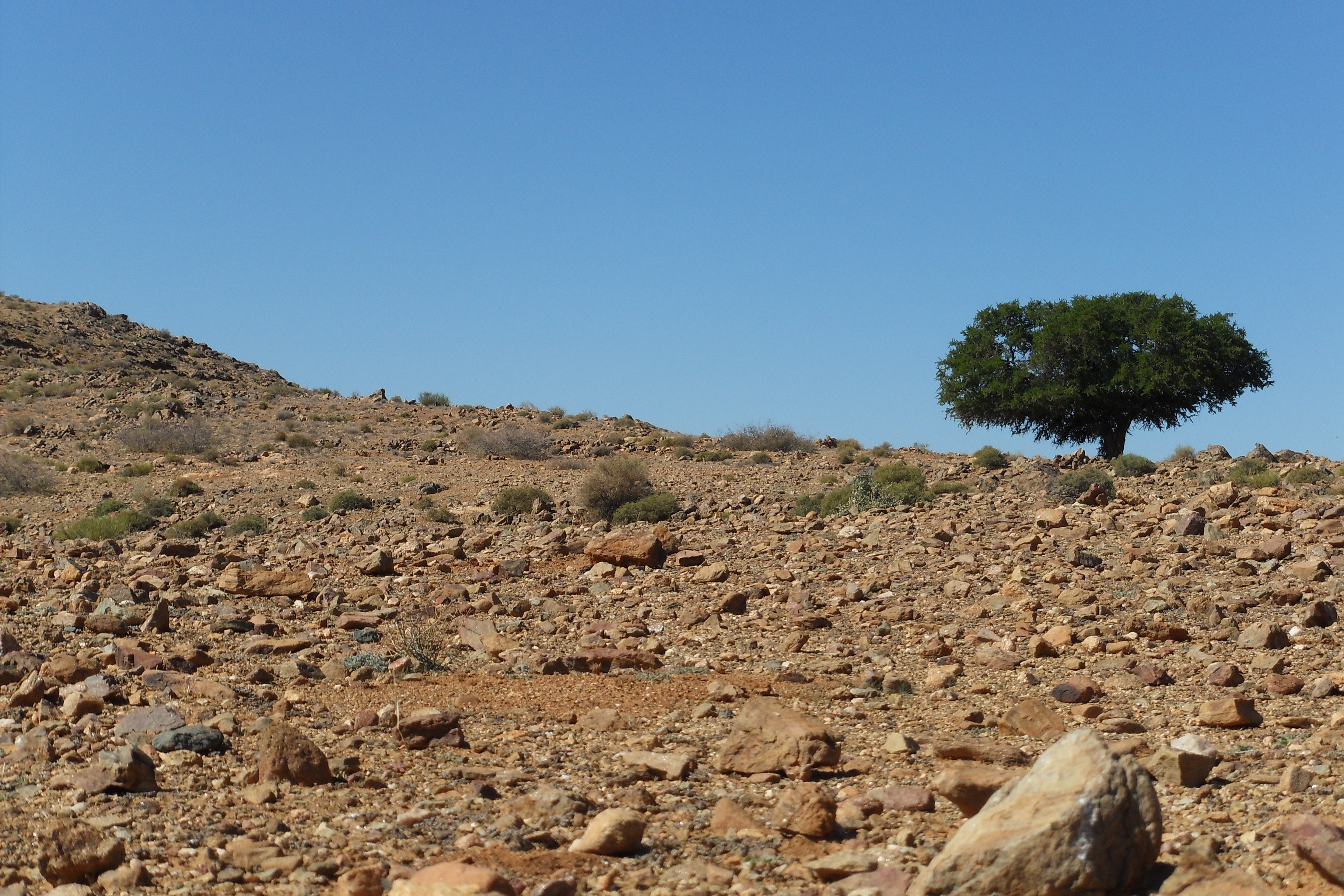
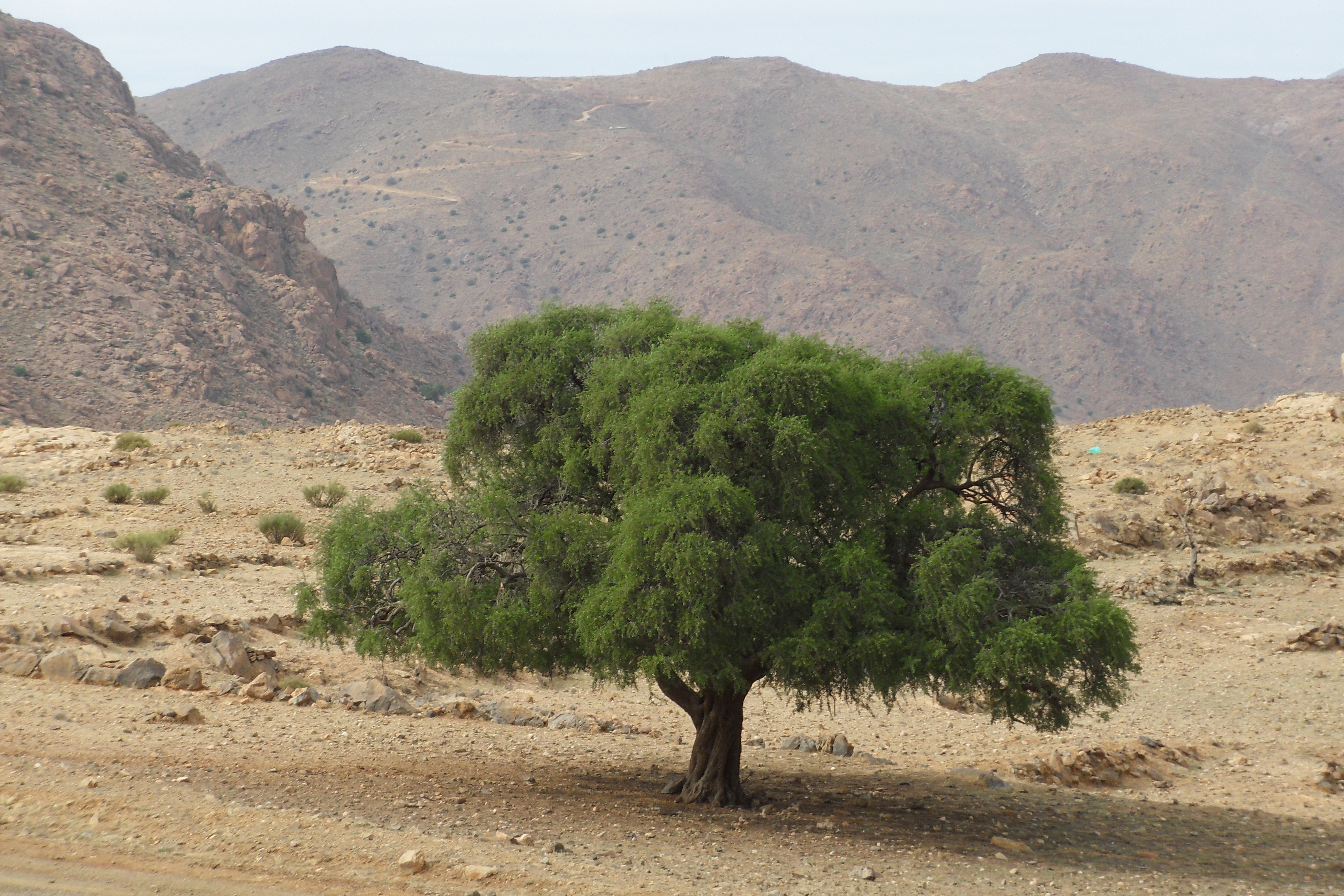
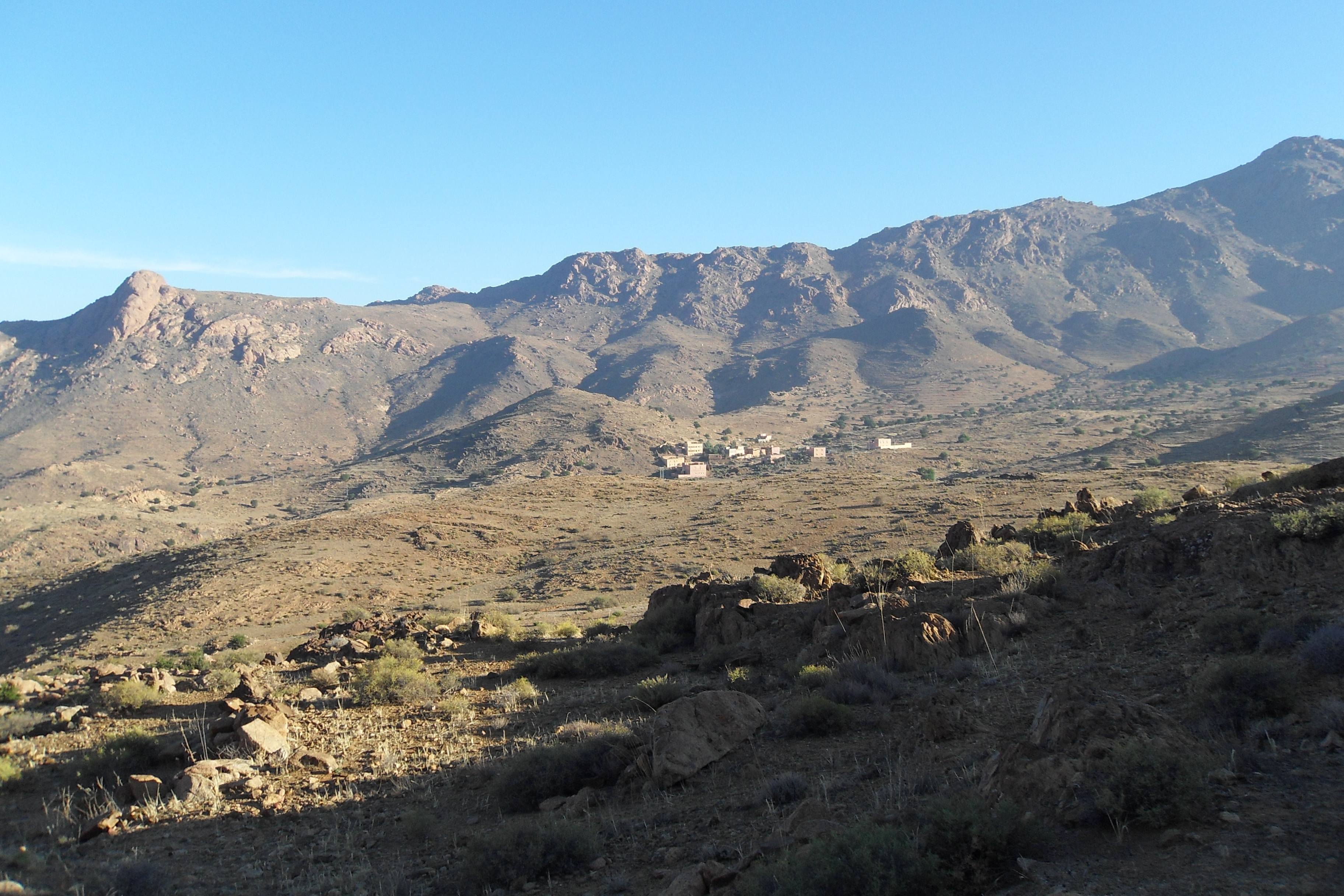
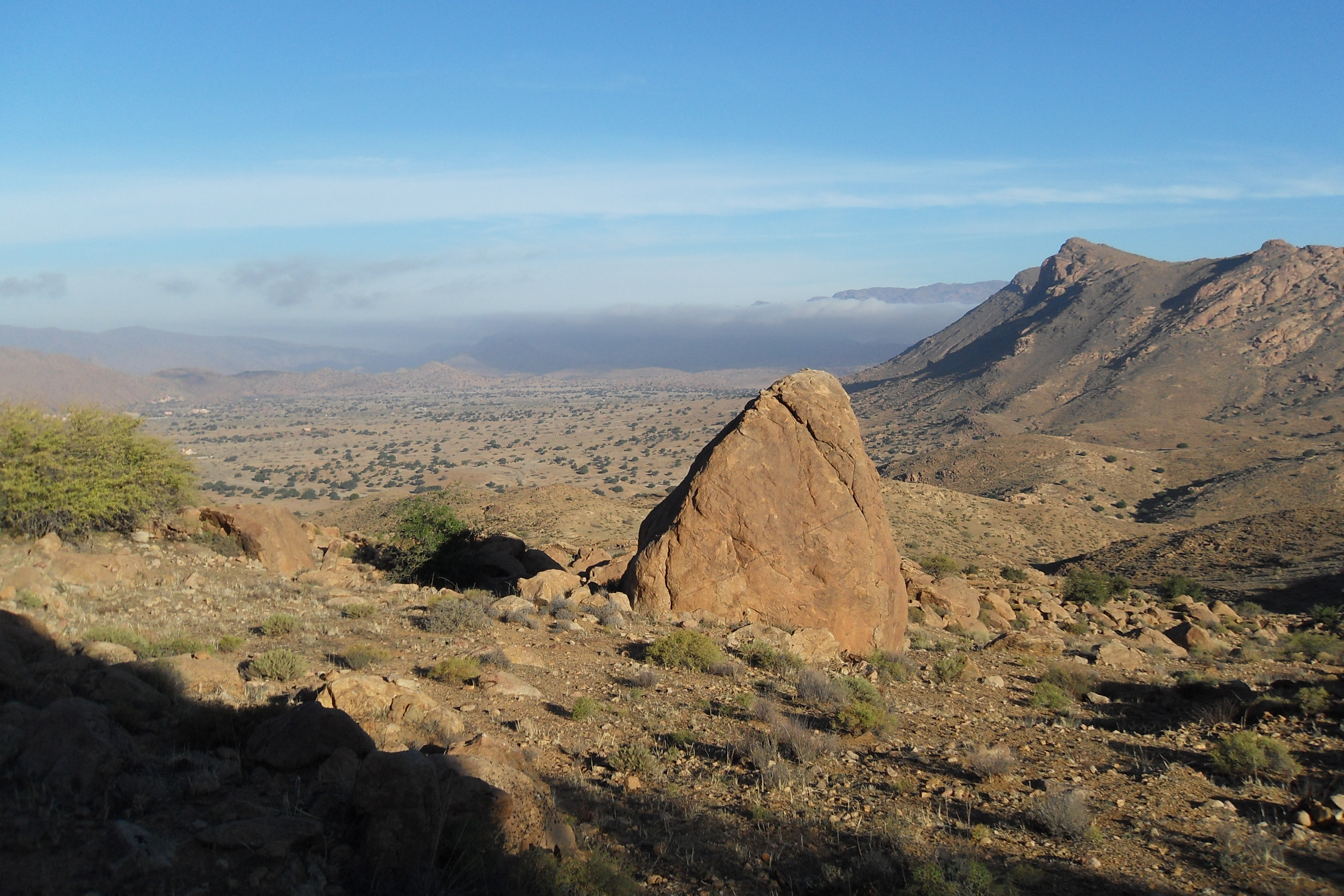
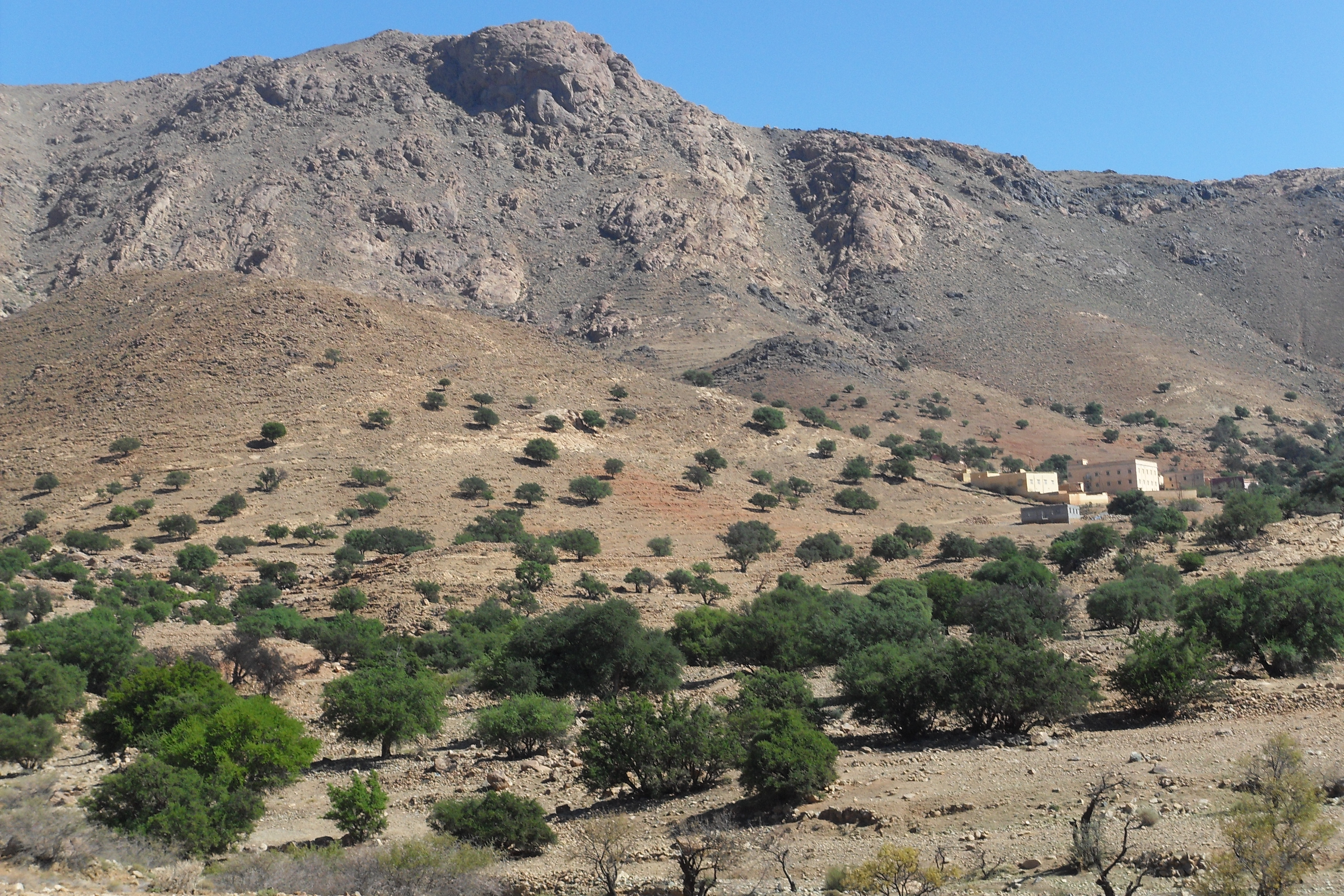
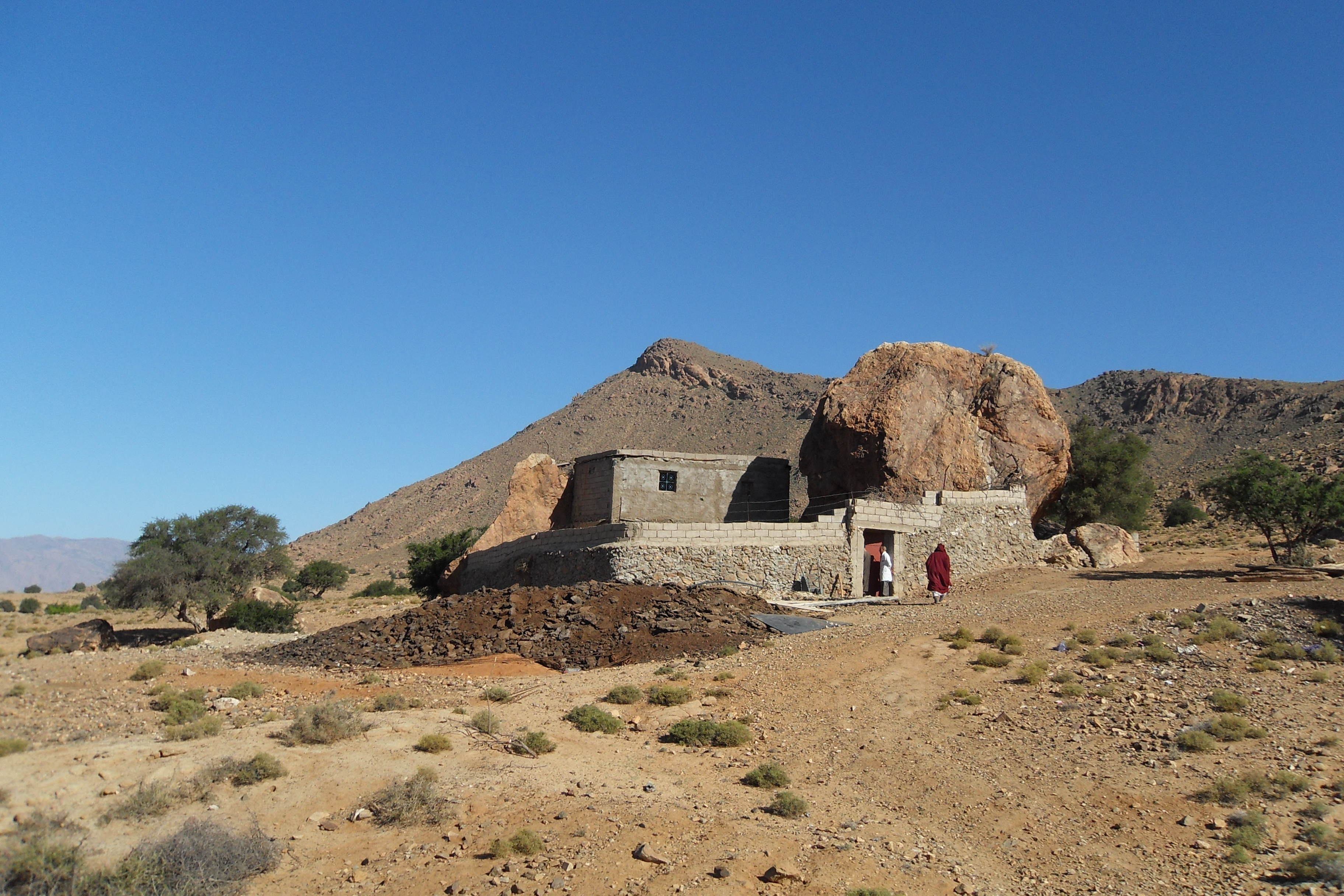
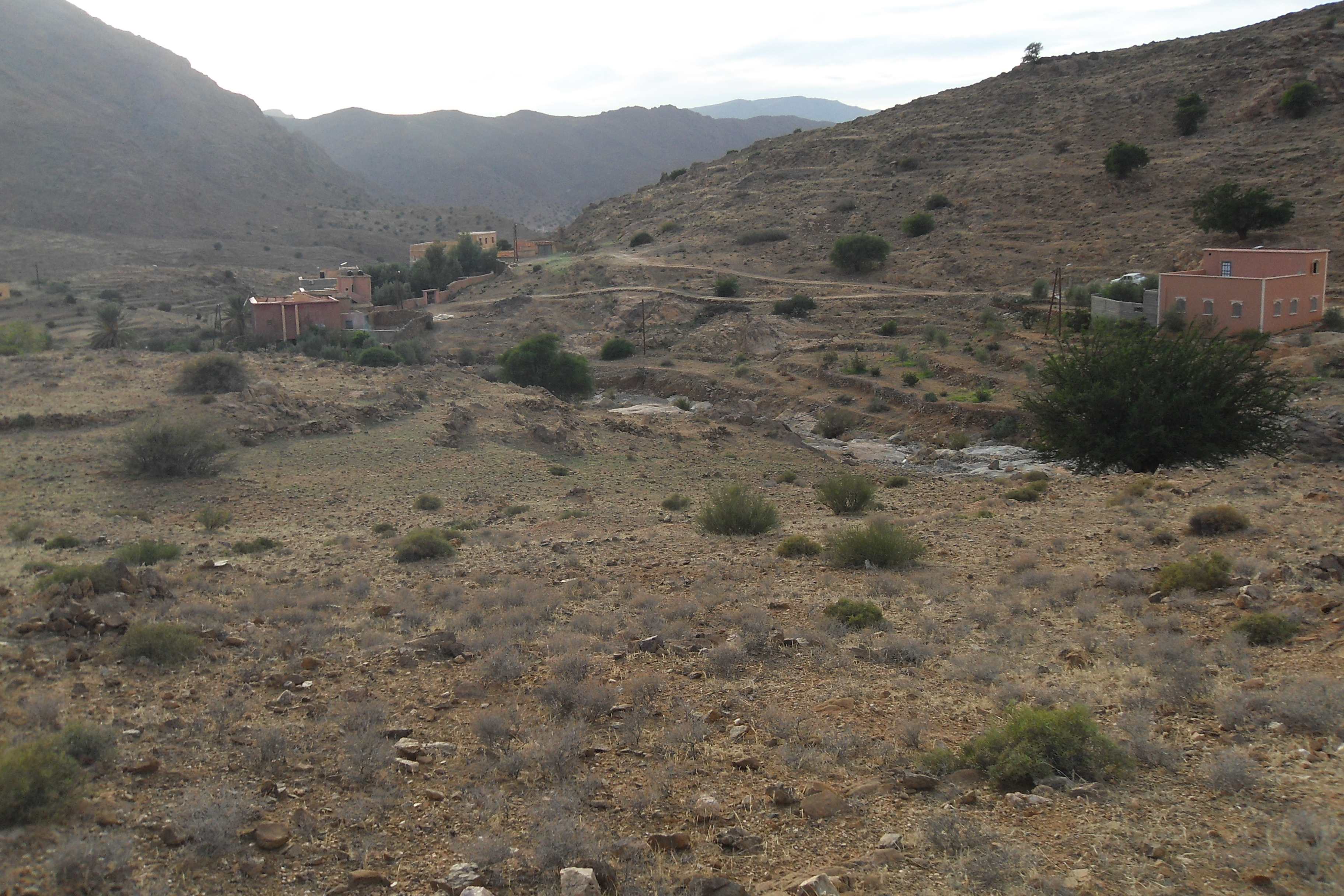
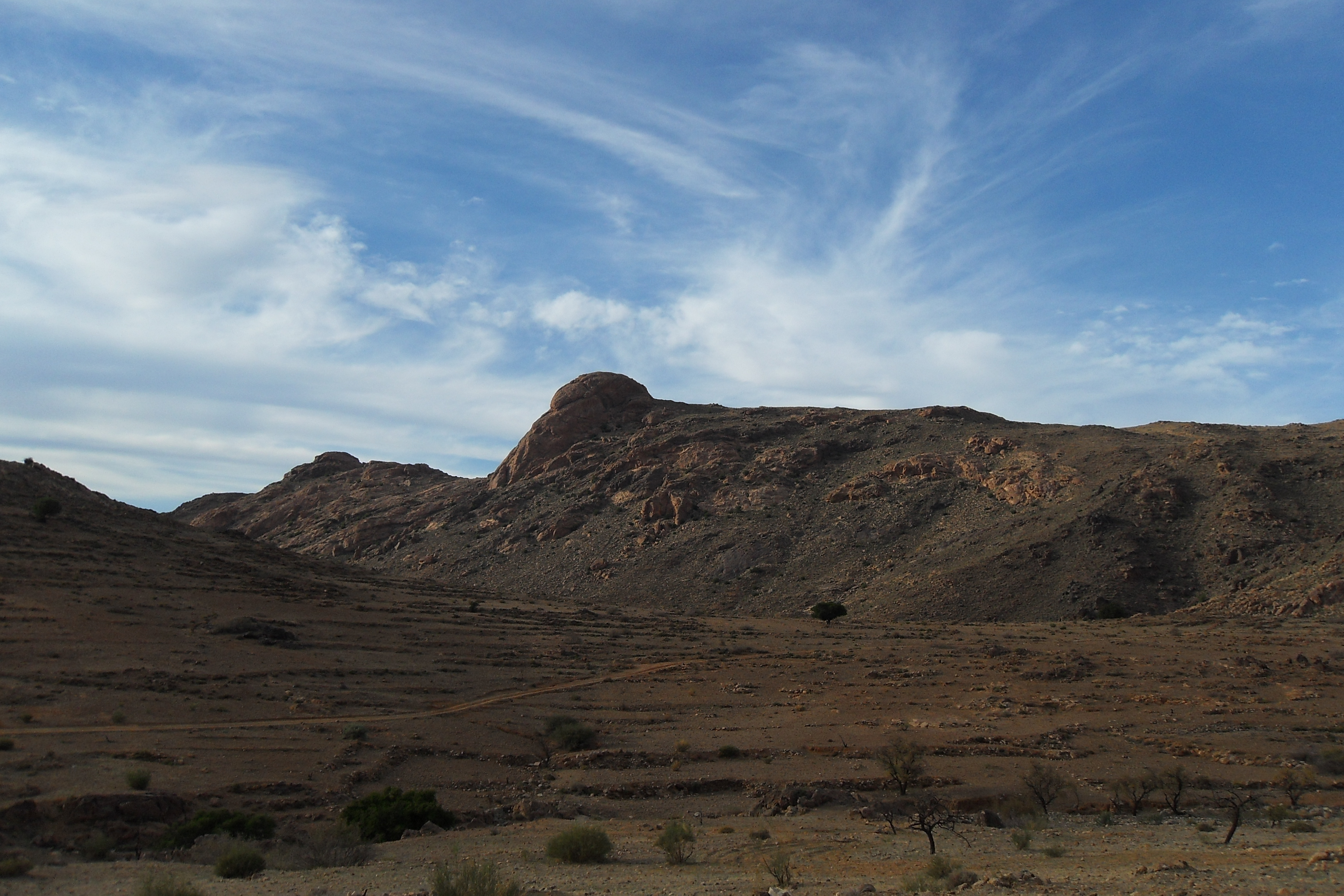
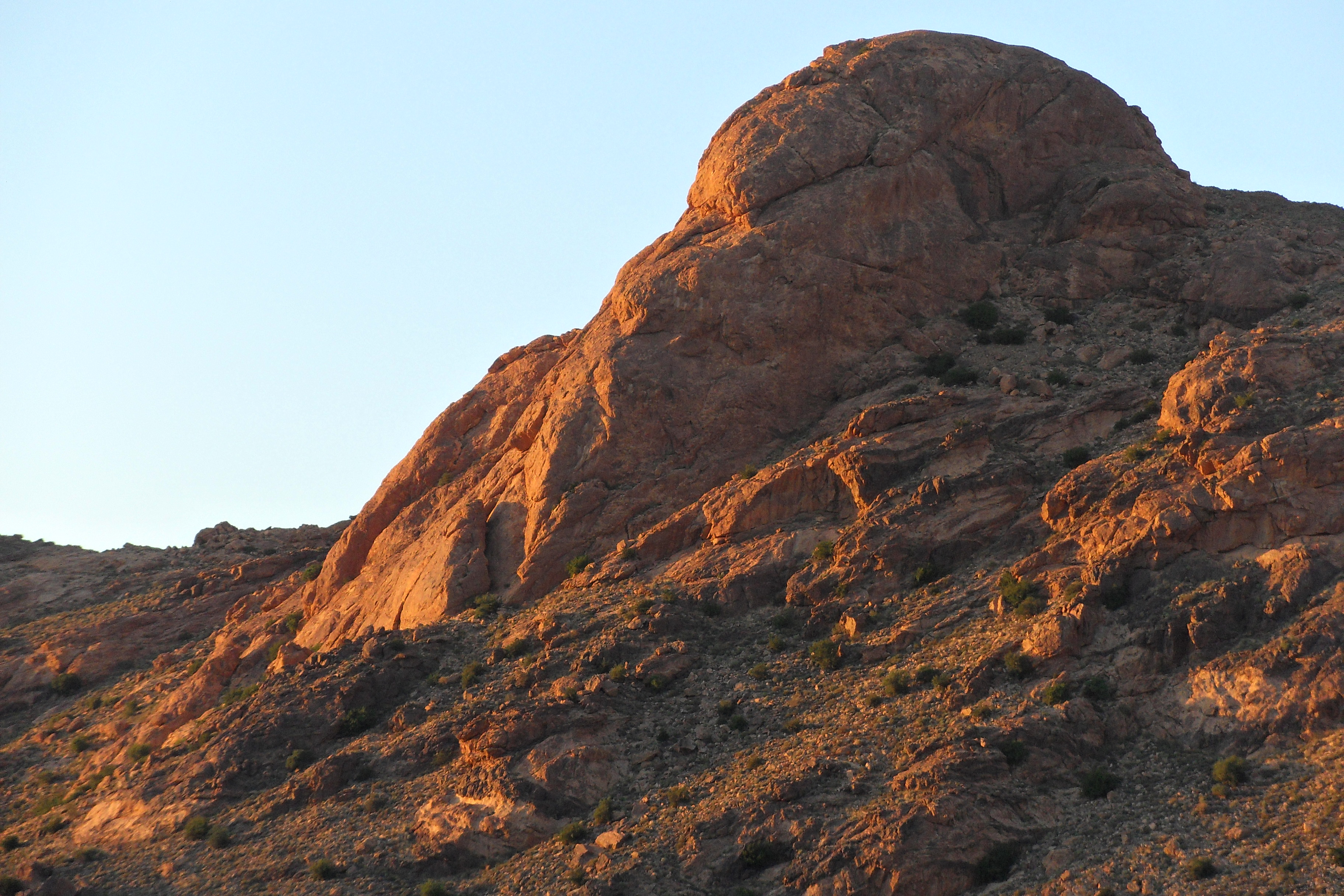